# 李察·加西亞
李察·加西亞（Richard Garcia，1981年9月4日—），是一名澳洲前職業足球員，司職翼鋒，曾為澳職球會珀斯光輝主教練。
他曾效力多支英國球會，包括韋斯咸、奧連特及侯城等。2014年離開FC悉尼後曾短暫到美國效力，於2014/15球季開始前加盟珀斯光輝。

## 榮譽

### 球會
科爾切斯特聯
- 英格蘭足球甲級聯賽亞軍：2005/06年[5]

侯城
- 英格蘭足球冠軍聯賽季軍：2007/08年[6]

明尼蘇達聯
- 北美足球聯賽春季錦標賽：2014年[7]

## 外部連結
- Richard Garcia profile at the Hull City website
- Oz Football profile （页面存档备份，存于）
- 足球数据库：Richard Garcia的球员统计数据
- 李察·加西亞在 National-Football-Teams.com 上的出场纪录